# Johannes Scotus Erigena
Johannes Scotus Erigena (Eriugena), född cirka 810 på Irland, död cirka 877, var en irländsk filosof och teolog, verksam vid det karolingiska hovet.
Teologin i hans huvudverk De divisione naturæ (ursprungligen Periphyseon) utmärks av en tydlig prägel av nyplatonismen; han framställer skapelsen som ett utflöde ur och en återgång till Gud.
Johannes betonade förnuftets och filosofins betydelse, dock utan att ifrågasätta den uppenbarade religionen. Enligt Johannes kan vi inte ernå någon direkt kunskap om Gud, endast vad Gud inte är, jämför apofatisk teologi.
Kyrkan avvisade hans lära och han klarade sig från straff endast genom Karl den skalliges försorg. De divisione naturæ fördömdes sedermera av påve Honorius III år 1225.
Bland hans övriga gärningar var att översätta Pseudo-Dionysios skrifter till latin, troligen i syfte att förbinda nyplatonska drag med kyrkans lära. Dessa fick en stor betydelse för medeltidens mysticism. Johannes Scotus Erigena var därmed trots allt en framstående föregångare till skolastiken.